# Adam RA-14 Loisirs
Adam RA-14 Loisiers – francuski samolot turystyczny, pierwsza francuska konstrukcja tego typu po zakończeniu II wojny światowej.

## Historia
W połowie maja 1945 roku francuski konstruktor Roger Adam, w utworzonym przez siebie zakładzie Établissements aéronautiques R. Adam, zaprojektował samolot turystyczny. Samolot ten został oblatany w dniu 16 marca 1946 roku.
Samolot okazał się udaną konstrukcją i rozpoczęto jego produkcję seryjną, wybudowano 31 samolotów tego typu.

## Użycie w lotnictwie
Samoloty Adam RA-14 Loisiers był użytkowany przez pilotów amatorów. Co najmniej jeden był jeszcze sprawny w 2010 roku, uczestniczył w Airexpo 2010 na lotnisku Muret-Lherm w miejscowości Muret.

## Opis konstrukcji
Samolot Adam RA-14 Loisiers to górnopłat o konstrukcji mieszanej. Kabina dwumiejscowa zakryta. Płat podparty zestrzałami. Podwozie klasyczne stałe. Napęd stanowi silniki typu bokser, chłodzony powietrzem.